# 蒂萨泰莱克
蒂萨泰莱克（匈牙利語：Tiszatelek）是匈牙利索博尔奇-索特马尔-拜赖格州所辖的一个村。总面积33.78平方公里，总人口1422，人口密度42.1人/平方公里（2011年1月1日）。